# Organojoodchemie
De organojoodchemie is dat deel van de scheikunde waarin de synthese en de eigenschappen van verbindingen worden bestudeerd waarin minstens één een directe binding optreedt tussen koolstof en jood. Verbindingen van dit type worden in de synthetisch-organische chemie veelvuldig toegepast, in de natuur komen de verbindingen weinig voor. De thyroxinehormonen zijn daar de uitzondering op. Deze stoffen spelen een belangrijke rol in de algemene gezondheid van mensen.

## Structuur, binding, algemene eigenschappen
In bijna alle gevallen gaat het in de organojoodchemie om verbindingen waarin het joodatoom slechts aan één koolstofatoom gebonden is. Doorgaans worden deze verbindingen als "jodiden", derivaten van I−, benoemd. Systematisch schrijft de IUPAC voor dat het joodatoom als substituent wordt behandeld, en samen met de andere substituenten in de naam van een verbinding vóór de stamnaam genoemd wordt.
Soms komt jood in organische verbindingen in een hogere oxidatietoestabnd voor.
De koolstof–joodbinding is de zwakste van de koolstof%ndash;halogeenbindingen. De bindingssterkte loopt in de pas met de elektronegativiteit van de halogenen: F > Cl > Br > I. Ook in het verloop van de bindingslengte is de relatie met de atoomstraal duidelijk.
Bindingssterkte van de koolstof-halogeenbinding
| Halogeen X | Bindingssterkte in CH3–X (kJ/mol) |
| ---------- | --------------------------------- |
| F          | 115                               |
| Cl         | 83,7                              |
| Br         | 72,1                              |
| I          | 57,6                              |

 Vergeleken met de andere halogeniden is jood doorgaans de beste leaving group. De zwakte van de koolstof–joodbinding is ook de achtergrond van de gelige kleur van veel organojoodverbindingen. Elk toevallig aanwezig nucleofiel is in staat jodide vrij te maken uit de organojoodverbinding. Het ontstane jodide wordt door luchtzuurstof makkelijk tot di-jood, I2, geoxideerd.
Een opvallende eigenschap van organojoodverbindingen is hun dichtheid, die het gevolg is van het hoge atoomgewicht van jood en het feit dat het atoomvolume door het periodiek systeem veel minder snel stijgt dan de atoommassa. Zo weegt 1 ml joodmethaan 2,28 gram

## Technische toepassingen
Er zijn maar weinig organojoodverbindingen technisch belangrijk, zeker als dat afgemeten wordt aan de via de handel verkochte hoeveelheden. In de organische synthese worden joodhoudende verbindingen regelmatig toegepast vanwege zowel het gemak waarmee de C–I-binding gemaakt als verbroken kan worden. Technisch belangrijke organojoodverbindingen worden vaak als desinfectans of als pesticide toegepast. De groep joodmethanen, jodoform (CHI3), methyleenjodide (CH2I2) en methyljodide (CH3I) zijn voorbeelden van dit soort verbindingen. Hoewel methyljodide zelf voor de industrie geen belangrijk product is, wordt het als intermediair wel toegepast in de productie van azijnzuur en azijnzuuranhydride.

## Medische toepassingen

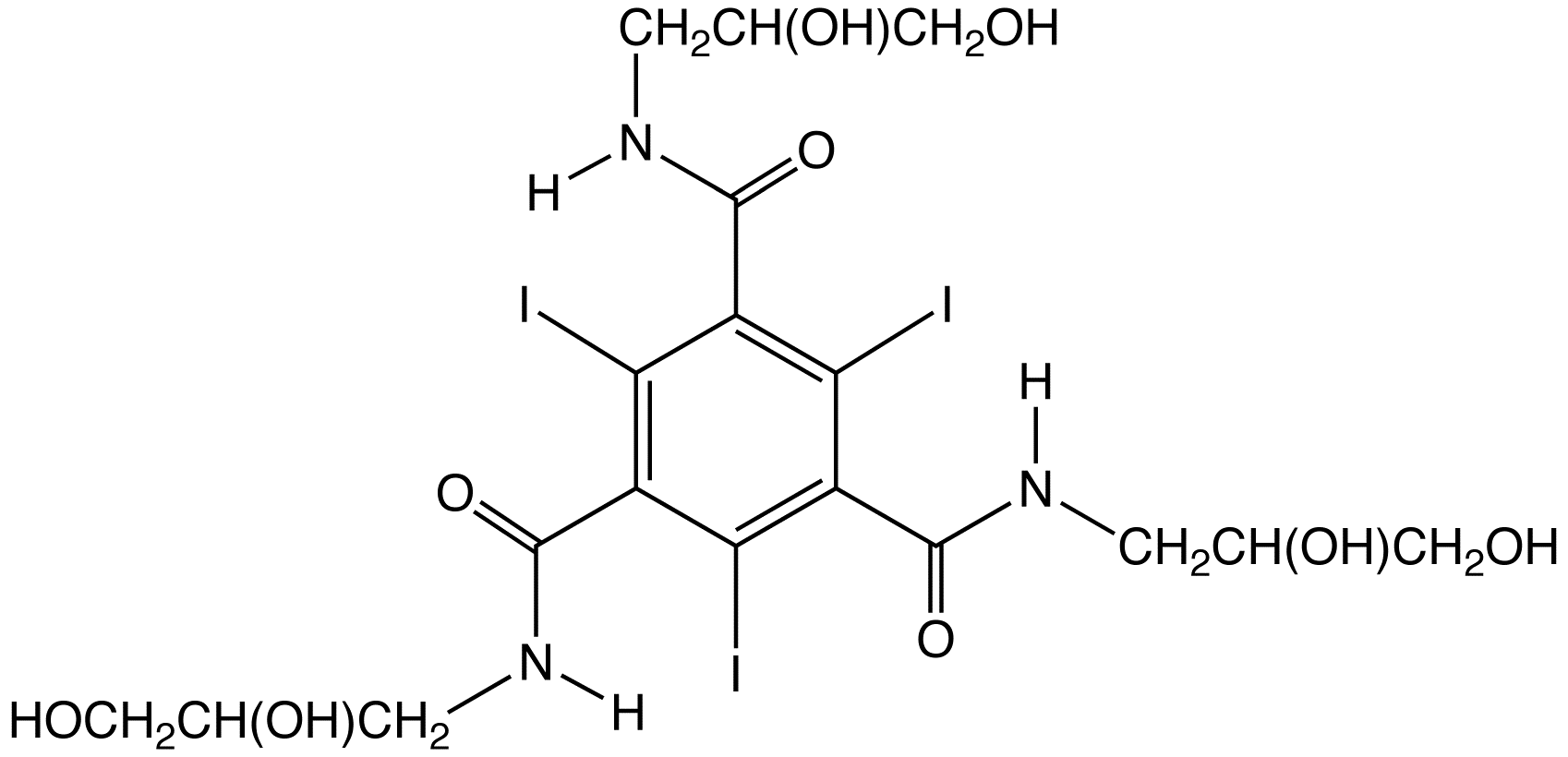
Structuurformule van Ioversol, een organojoodverbinding die als contraststof bij röntgenfoto's gebruikt wordt.

Polyorganojoodverbindingen worden soms toegepast als contraststof bij röntgenfoto's en in de fluoroscopie, een andere type van beeldvormend medisch onderzoek. Er wordt steeds gebruikgemaakt van de eigenschap dat de zware jood-kern in staat is röntgenstraling te absorberen. Hoewel er verschillende verbindingen gebruikt worden, zijn het bijna allemaal derivaten van 1,3,5-tri-joodbenzeen en geldt voor alle verbindingen dat de joodatomen ongeveer 50% van de massa van de stof vormen. Voor de meeste toepassingen geldt dat de verbinding goed water-oplosbaar moet zijn en, uiteraard, niet giftig. Bovendien dient de verbinding het lichaam weer snel te verlaten. Een typisch voorbeeld van dit soort stoffen is Ioversol (zie figuur hiernaast), waarin meerdere diolsubstituenten, verantwoordelijk voor de goede wateroplosbaarheid, voorkomen. Toepassingsgebieden voor deze verbinding zijn met name de urografie en de angiografie.

## Biologische functie

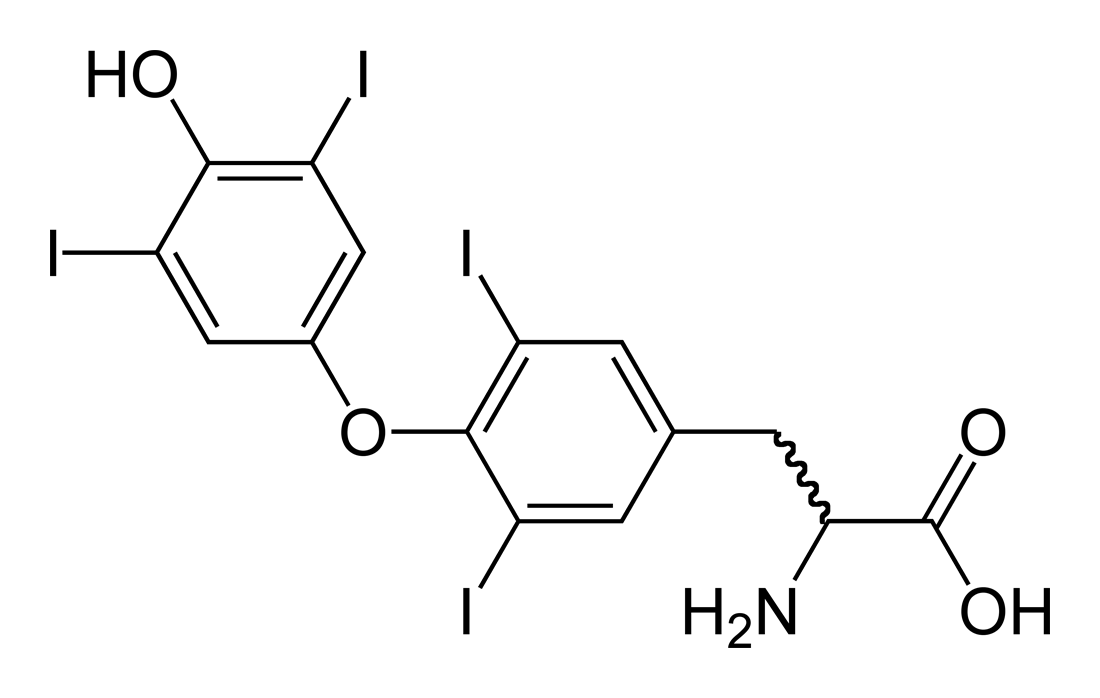
thyroxine (T_{4})

tri-joodthyronine (T_{3})

Met betrekking tot de gezondheid van de mens zijn de belangrijkste organojoodverbindingen de twee schildklierhormonen thyroxine ("T4") en tri-joodthyronine ("T3"). In het algemeen zijn veel organismen die in zee leven rijke bronnen van organojoodverbindingen. Een recent ontdekt voorbeeld daarvan zijn de plakohypaforines uit de spons Plakortis simplex.

### Joodmethaan
Joodmethaan in het milieu kan tot de volgende drie bronnen worden herleid:
- afkomstig uit in zee levende organismen,
- ten gevolge van microbiologische activiteit en
- verbranden van biologisch materiaal.

De totale hoeveelheid uit deze bronnen wordt op 214 kiloton geschat. Het vluchtige joodmethaan wordt in de atmosfeer via oxidatieve reacties afgebroken. Net als voor koolstof en stikstof is ook voor jood een kringloop vastgesteld.

## Synthese van de koolstof–joodbinding
Organojoodverbindingen worden langs verschillende wegen gesynthetiseerd, afhankelijk van het aantal joodatomen in het molecuul, eventueel mogelijke isomeren en de eigenschappen van de uitgangsstof. De directe reactie van elementair jood wordt toegepast op onverzadigde verbindingen:
RHC=CH2 + I2 → RHIC-CIH2
Hoewel de reactie sterk lijkt op die van de andere halogenen met alkenen, is voor deze reactie in tegenstelling tot die van de andere halogenen, juist wel een katalysator nodig. Jodide is een goed nucleofiel en in staat om chloride, tosylaat, bromide, en andere goede leaving groupen uit hun verbindingen te verdrijven (bijvoorbeeld de Finkelstein-reactie. Aromatische organojoodverbindingen kunnen via de Sandmeyer-reactie uit de diazoniumzouten gemaakt worden.
Hoewel jood een halogeen is, is de ionisatieenergie dermate laag dat een groot aantal reagentia in staat is " I+ " equivalenten te produceren. Een veelgebruikt elektrofiel reagens om jood in een organisch molecuul te introduceren is Joodmonochloride. Deze laatste stof wordt soms ook gebruikt als alternatief voor di-jood in de bepaling van het joodgetal van onverzadigde vetzuren.

## Navigatie
Navigatie Koolstof-elementbinding